# الذاكرة والصدمة
الذاكرة تعريفها حسب علم النفس هي قدرة الكائن الحي على ترتيب وتخزين المعلومات، وبالتالي استرجاعها. عندما يتعرض الفرد لحادث ما (كدمة أو صدمة) فأن الذاكرة تتأثر بذلك بأكثر من شكل، سواء بدنيا أو نفسيا. على سبيل المثال، قد تؤثر الصدمة على حاله تذكرة لهذا الحدث، أو تذكرة إلى أحداث سابقة أو لاحقة، أو الأفكار بصفة عامة. وقد تتم استعادة الذكريات بحسب قدمها حيث تكون الذكريات الأقدم هي الأوفر حظاً في عدم التعرض للأضرار ويصف ذلك القانون المعروف بقانون ريبوت.

## الصدمة الجسدية
الصدمات الجسدية التي ممكن ان يتعرض لها الإنسان وتؤثر على ذاكرتة، مثل اصابة في الرأس في حادث سيارة أو أي نوع من مثل هذة الحوادث، حيث الشكل الأكثر شيوعا من اضطرابات الذاكرة في حالات الإصابات الشديدة التي تنتج بعد الحوادث،.

### التلف في الدماغ
التلف في أي منطقة من مناطق المخ يكون له تأثير متعدد على الذاكرة. الفص الصدغيThe temporal lobes، على جانبي الدماغ، تحتوي على hippocampus amygdala، وبالتالي لدية الكثير من التأثير على عمل انتقال المعلومات وتشكيل الذاكرة. والمرضى الذين تعرضوا لاصابة في هذة المواضع أدت لهم الصدمة إلى مشاكل في الذاكرة على المدى الطويل. على سبيل المثال، البحث الأكثر انتشارا في تاريخ أبحاث الدماغ، ، قام العلماء بأحتفاظ لاحد الأشخاص بالذاكرة طويلة الأجل، وكذلك الذاكرة على المدى القصير، لكنه لم يستطع أن يتذكر أي شيء بعد انتزاع الذاكرة قصيرة الأجل منة. المريض الذي أصيب بأضرار fornix أدى إلى فقدان الذاكرة ولكن لم تتأثر أي أشكال أخرى من الذاكرة أو الإدراك. في حالة وهمية من المريض الذي اصيب بورم حجمة صغير في الفص الصدغي من الدماغ، وقال فقط عانة من فقدان الذاكرة مؤقتا، حتى بعد إجراء الجراحة لإزالة الورم. ولكن، مع الوقت، كل شيء لم يستطع تذكرة من بدأ بعد الجراحة، حتى ذكريات الطفولة وحتى سن 12، عادت بكل الوضوح.

## الصدمة النفسية

### ذاكرة ذات الصلة
من الجوانب المختلفة للذاكرة—العمل على المدى القصير، أو المدى الطويل، وما إلى ذلك—فقدان ذاكرة المدى الطويل هي الأكثر شيوعا بين المرضى الذين فقدوا الذاكرة لأسباب صدمات النفسية  حيث ذكريات مفقودة، أو متغيرة—جميعها تعتبر حالات تعامل مع الذاكرة على المدى الطويل.

#### الجانب العملى
ترتبط الذاكرة على المدى الطويل مع العديد من مناطق مختلفة من الدماغ بما في ذلك hippocampus، amygdala، thalamus hypothalamus، القشرة المحيطية والقشرة الزمنية peripheral cortex and temporal cortex. hippocampus and amygdala تم ربطهمالانتقال المعلومات من الذاكرة على المدى القصير إلى ذاكرة المدى الطويل. Thalamus and hypothalamus، التي تقع في forebrain، هي جزء من الجهاز الحوفيlimbic system، وهما مسؤوليين عن تنظيم الهرمونات المختلفة وردود الفعل العاطفية والجسدية للحالات، بما في ذلك الضغط النفسي أو الصدمة. كما أن thalamus يتصل أيضا بقشرة الدماغ cerebral cortex لاستقبال المعلومات ونقل المعلومات

### الآثار الجسدية
الصدمة النفسية له آثار كبيرة على الحالة البدنية للمريض خاصة على عقل أو مخ المرضى، لدرجة أنه يمكن أن يكون لها آثار ضارة تؤدى إلى تلف في الدماغ. hippocampus، كما ذكر أعلاه، يشارك في نقل ذكريات المدى القصير إلى ذكريات على المدى الطويل وهو يتميو بحساسية لاى إجهاد. والضغط يؤدي إلى (glucocorticoids (GCs تكون مخفية يعرض بعض الهرمونات إلى أن تسبب صدمة عصبية. hippocampus هو الهدف الرئيسي لالإحداثيات gcs ,في المرضى الذين يعانون من أذى شديد، ولا سيما مع اضطراب يعرف باضطراب ما بعد الصدمة، قشرة الفص الجبهيthe medial prefrontal cortex تكون أصغر في الحجم من الحجم الطبيعي وhyporesponsive عندما يؤدى مهامة والتي يمكن أن تكون سببا للتذكر اللاإرادي (أفكار متطفلة). قشرة الفص الجبهي medial prefrontal cortex تكون متحكمة بضوابط الاستجابة العاطفية واستجابات الخوف المشروط الذي يحفز المحفزات من خلال التعامل مع amygdala.

### الآثار النفسية
كما هو الحال مع العديد من مجالات علم النفس، معظم هذه الآثار هي قيد الاستعراض المستمر، والمحاولة لإيجاد صحة كل موضوع واثر.

#### قمع الذاكرة
لعل واحدة من أكثرها إثارة للجدل والمعروف من الصدمة يمكن أن يكون لها آثار نفسية على المرضى ذاكرة القمع. نظرية / حقيقة قمع الذاكرة هو أن الحدث أو الصدمة -الذاكرة لا تنساة بالمعنى التقليدي، بل تحتفظ بها سرا، ولكن الذاكرة تزيله من العقل الواعي، ولكنة ما زال موجودة في ذاكرة المدى الطويل ولكن مخفى عن المريض  سيغموند فرويد أنشأ مفهوم نظرية القمع وتطورت وتغيرت منذ عمله الأصلي. في عيون النقاد ذاكرة المقهورة، هو مرادف للذاكرة مزيفة، ولكن أنصارها وسوف يقولون إن هؤلاء الناس لم حقا وتجارب مؤلمة.

#### الأفكار الدخيلة
وتعرف الأفكار الدخيلة وغير المرغوب فيها، والصور، والأفكار غير الطوعية أو الأفكار غير السارة التي قد تصبح الهواجس، ومزعجة أو مؤلمة، ويمكن أن يكون صعب إدارتها. في المرضى الذين عانوا من الأحداث الصادمة، خاصة مرضى اضطراب ما بعد الصدمة، والاكتئاب أو اضطراب الوسواس القهري، الأفكار ليست من السهل تجاهلها عندهم ويمكن أن تصبح مزعجة وقاسية. هذه الأفكار ليست عادة على التصرف، وهاجس الأفكار عادة يأتي من الشعور بالذنب الشديد، والخجل أو القلق المتعلقة بحقيقة تصرف المريض بسوء.في المرضى الذين يعانون الصدمات النفسية، الأفكار عادة ما تكون متطفلة ذكريات من التجارب المؤلمة التي تأتي في أوقات غير متوقعة وغير مرغوب فيها.

### العاطفة
العاطفة جزء كبير من الصدمة، وخصوصا بالقرب من تجارب الموت. تأثير العواطف في حالات مختلفة هي جزء لا يتجزأ من أثر الصدمة على الذاكرة. ذكريات الاحداث التي ترتبط بالعاطفة تميل إلى أن تكون أكثر وضوحا من الذكريات لا ترتبط مع المشاعر. صدمة الأحداث عادة، مثل الاعتداء الجسدي أو الاعتداء الجنسي، تترابط مع المشاعر السلبية بصورة قوية، مما تسبب إلى أن تكون هذه الذكريات أكثر سهولة في استرجاعها من الذكريات لا ترتبط مع العواطف، أو حتى تلك التي تتصل مع المشاعر الايجابية. اتصال العاطفة بقوية مع الذاكرة يعتمد أيضا على كيفية اهتمام أو تركيز الفرد على هذا الحدث. إذا كان مرتبط بشدة مع الحدث، الكثير من الاهتمام يوجه إلى الحدث، مما يؤدى إلى قوة تذكرة هذا هو الحال أيضا بالنسبة للحالات التي أثارت عاطفيا حتى لو كان الاهتمام محدودا، فمن المرجح أن الذاكرة المرتبطة بالمشاعر القوية ستبقى في مقابل بعض الحوافز كيميائيا، ذلك لأن الضغوط النفسية والجسدية الناجمة عن الأحداث الصادمة يخلق التحفيز متطابقة تقريبا في الدماغ إلى حالة الفسيولوجية التي يزيد احتفاظ الذاكرة. انه أمر مثير للمادة الكيميائية نشاط المراكز العصبية، من المخ التي تؤثر على الذاكرة والتذكر. وهذا رد فعل من جانب تطور والتعلم من البيئة المحيطة(عالية الإجهاد) ضروري في «القتال أو الهرب» -القرارات التي تميز الإنسان للبقاء على قيد الحياة.

## اضطراب ما بعد الصدمة
اضطراب ما بعد الصدمة هو اضطراب القلق الناجم عن التعرض لحادث مروع أو المحنة التي تنطوي على وقوع الضرر أو التهديد الجسدي. وهي واحدة من أقسى أنواع الصدمات النفسية المختلفة، وهي منتشرة دائما بين المتطوعيين في الحروب وكما ذكر أعلاه، يمكن اضطرابات ما بعد الصدمة تؤدى إلى تأثيرات خطيرة على hippocampus، وتسبب مشاكل نقل الذاكرة من على المدى القصير إلى المدى الطويل. لا توجد طريقة واحدة ثابتة تتأثر بها ذكريات المرضى من اضطرابات ما بعد الصدمة، كما يتضح من مجموعة متنوعة من الدراسات. وتشمل الأعراض عادة تجنب تذكر الحادث الصادم أو أي جزء منة، والتهيج، اضطرابات النوم، فقدان الحس العاطفي وردود الفعل المبالغ فيها. واحدة من أكثر الأعراض شيوعا، هو تكرار ذكريات عشوائية مكثفة من الحدث (أفكار متطفلة). هذا يمكن أن يعبر عن نفسه بطرق مختلفة مثل ذكريات الماضي من هذا الحدث، والأفكار غير المرغوب فيها عن الصدمة (على سبيل المثال «لماذا حدث هذا لي؟»). ولا توجد فروق في الأغراض كبيرة للمرضى الذين مروا خلال تجارب مؤلمة بل فروق صغيرة في الغالب لا تذكر. على سبيل المثال، اضطراب ما بعد الصدمة للمرضى الذين كانوا ضحايا الاغتصاب يرددوا دائما كلمات النفور مثل اللمس وبذيءوحقير بينما المرضى الذين كانوا في النار أو تجربة الحرب ستجد كلمات مثل حرق أو قتال.

## العلاج
للمريض الذي يعاني من الصدمات العاطفية والتي أدت إلى فقدان للذاكرة يجب أن يرتاح راحة تامة في جو دافئ وفي غرفة مظلمة حتى لا يتحول فقدان الذاكرة إلى فقدان دائم ويجب توفير هواء نقي وأكسجين وفير